# Nextcomic-Festival Linz
Das Nextcomic-Festival ist eine 2009 gegründete, mehrtägige Veranstaltung, die ihren Hauptstandort in Linz (Oberösterreich) hat und mehrere Veranstaltungsorte in der ganzen Stadt bespielt. Es finden teilweise auch Ausstellungen an anderen Schauplätzen Oberösterreichs wie Steyr oder Wels statt.
Im Zentrum des Festivals stehen kulturelle und künstlerische Aspekte des Comics und ihre Künstlerinnen und Künstlern, wodurch sich das Festival von anderen, die sich eher auf die populäre oder ökonomische Seite von Comics konzentrieren, abgrenzt. Schwerpunkt liegt darüber hinaus einerseits auf der Förderung der österreichischen Comicszene und andererseits wird Comics abseits des Mainstream und verwandten Künsten eine Plattform geboten. Das Festival wurde von Gottfried Gusenbauer gegründet und wird seit 2018 von Katharina Acht kuratiert.

## Rahmenprogramm, Festivalthemen und Künstler
Das Festival setzt sich aus einer größeren Anzahl an Ausstellungen und Veranstaltungen bei freiem Eintritt zusammen, die über mehrere Veranstaltungsorte verteilt sind. Der allgemeine Programmschwerpunkt liegt auf Kunst und Kultur von Comics und auf den jeweiligen Künstlerinnen und Künstlern, wobei Comics auch in Beziehung zu anderen Künsten, wie zur bildenden Kunst, zu Film, Literatur oder Streetart gesetzt werden. Durch Ausstellungen mit Livemusik oder Partys im Rahmen des Festivalprogramms ist auch Musik ein zentraler Teil des Festivals.
Neben Ausstellungen verschiedenster Künstler, die auch über den Festivalzeitraum hinaus laufen können, gibt es jährlich wechselnde Veranstaltungen wie Vorträge, Comiclesungen, Animationsfilme, Workshops, Cosplay-Vorstellungen, 24-Stunden-Comic-Zeichnen, Comic-Spiele, Papertoys, Comic Battle, Comicbörse und Büchertisch (Pictopia) oder Signiertermine. Einige Veranstaltungen finden jedes Jahr statt, wie beispielsweise der „Suuuper Sonntag“, bei dem Workshops und Projekte auch für Kinder angeboten werden.
In den letzten Jahren bildeten übergreifende Festivalthemen das verbindende Element für Ausstellungen und Veranstaltungen (siehe Tabelle). Diese adressierten teilweise zentrale gesellschaftliche Fragen. Manchmal bezogen sie sich auch auf das jeweilige Motto des Kulturjahres in Krems.
| Jahr | Datum | Festivalthema                                  | Beschreibung | vertretene Künstler (Auswahl) |
| ---- | --- | ---------------------------------------------- | --- | --- |
| 2009 | 6. – 8. März | -                                              | - | Gerhard Haderer, Nicolas Mahler, Anna-Marie Jung |
| 2010 | 25. Februar – 5. März | -                                              | - | Til Mette, Tom Vens, Florian Satzinger, Daniel Dorobantu, Michaela Konrad, Marion Weber |
| 2011 | 4. – 11. März | -                                              | - | Elisabeth Zwimpfer, Achdé, Peter Schiller, Hannelore Greinecker-Morocutti, Konrad Beck, Rotraut Susanne Berner, Gerhard Haderer                                                                  |
| 2012 | 15. – 23. März | Technik und Architektur                        | Das Thema zeigt sich besonders in der Architekturausstellung des Kopenhageners Architekturbüros BIG. | Barbara Yelin, Marko Zubak, Peter Schiller, Andre Janout, Rudi Klein, Marijpol, Bernhard Tragut, Aisha Franz                                                                                     |
| 2013 | 21. – 28. März | Nextcomic goes Music                           | Comics in Verbindung mit Musik: Über Musik oder von Musikern, Veranstaltungen mit besonderem Schwerpunkt auf Musik. | Skero, Felix Pestemer, Jay Wright, Jul Gordon, David Biskup, Oliver Ottisch, Tara Starnegg, Andra Dehelean, Margit Krammer                                                                       |
| 2014 | 23. – 28. März | Donau                                          | Die Donau als Zeichen von Vielfalt und Verbindung von Kulturen. | Uli Lust, Joseph Lambert, Sharmila Banerjee, Nicolas Mahler, Gerhard Haderer, Nychos, Kyle Platts, Janina Wegscheiderin, Johanna Wögerbauer                                                      |
| 2015 | 19. – 27. März | -                                              | - | Brecht Vandenbroucke, Paul Paetzel, Anke Feuchtenberger, Stefano Ricci, Rudi Klein, Tex Rubinowitz, Bruno Haberzettl, Christoph Abbrederis                                                       |
| 2016 | 10. – 20. März | -                                              | - | Frau Isa, Jaques de Loustal, Mawil, Tommi Musturi, Ana Albero, Till Hafenbrak, Alice Socal, Michael Pammesberger, Leopold Maurer, Lukas Kummer, Franz Suess                                      |
| 2017 | 16. – 24. März | Roboter                                        | Arbeiten über Roboter und die mit ihnen verbundene Faszination, genauso wie ein kritischer Blicke auf die Thematik. | Guido Crepax, Anna Haifisch, Katharina Greve, Oliver Schrauwen, James Turek, Sarah Mazetti, Giorgia Marras, Jack Taylor                                                                          |
| 2018 | 15. – 24. März | Next to Alice                                  | Künstlerinnen und Künstler gestalteten einzelne Kapitel aus Alice im Wunderland, darüber hinaus verschiedene Konnotationen zu dem Thema.                                                                                                 | Moki, John Tenniel, Ralf König, Nicolas Mahler, Johnny Geiger, Jasmin Rehrmbacher, Eve Joy Patzak, Peter Patzak                                                                                  |
| 2019 | 14. – 23. März | next stop Linz                                 | Comics über das Reisen, Reiseerfahrungen, freiwillige und unfreiwillige Reisen etc. | Reinhard Kleist, Ramize Erer, Elfe Koplinger, Anke Feuchtenberger, Nicolas Mahler, Thomas Ott, Christina Röckl, Franz Suess, Edda Strobl, Alfred Kubin                                           |
| 2020 | 12. – 21. März (Öffnung der Ausstellungen aufgrund der Covid-19-Pandemie auf 20. Mai verschoben, verlängert bis Ende Juni, Veranstaltungen abgesagt) | Rollenbilder 2020                              | Comics über klassische Rollenbilder, kulturelle/psychologische/gesellschaftliche Vorstellungen und Zuschreibungen oder über utopische Lebensentwürfe etc.                                                                                | Liv Strömquist, Katja Klengel, Christine Nöstlinger, Stefanie Sargnagel, Philip Cal, Tina Brenneisen, Benjamin Swiczinsky, Harald von Munichthal                                                 |
| 2021 | 30. April – 8. Mai | next family                                    | Arbeiten über die Neudefinition des Begriffs Familie, über Familienkonstellationen im Wandel oder die Familie als soziale Gruppe. Erweiterung um digitales Programm.                                                                     | Stephanie Wunderlich, Gerhard Haderer, Anna Kohlweis, Nando von Arb, Regina Hofer, Leopold Maurer, Renate Mowlam, Regina Schrattmaier                                                            |
| 2022 | 11. – 19. März | sichtbar – unsichtbar                          | Comics über unsichtbare Phänomene und abstrakte Konzepte wie Gefühle und Gedanken. Sowie reale Erzählungen über Menschen, die sozial nicht sichtbar sind und nicht gleichermaßen an der Gesellschaft teilhaben können.                   | Isabel Kreitz, Rutu Modan, Pascale Osterwalder, Jaroslav Rudiš & Nicolas Mahler, Tisch 14, Barbara Yelin, Patrick Bonato                                                                         |
| 2023 | 17. – 25. März | Freundschaft                                   | Geschichten und Zeichnungen über verschiedenste Freundschaftsformen, wie beste Freunde und Seelenverwandte, lose Vereinigungen und Zweckgemeinschaften bis hin zu Freundschaft plus, der Freunderlwirtschaft oder toxischen Beziehungen. | Larissa Bertonasco, Dik und Chris Browne, Nele Brönner, Melanie Laibl, Valerie Bruckbög, Janne Marie Dauer, KABINETT comic passage, Michaela Konrad, Moki Lenz Mosbacher, Kati Rickenbach, Tonto |
| 2024 | 15. – 23. März | Raum und Klang im Comic – feat. Anton Bruckner | Anlässlich des 200 Jahre Jubiläums des Komponisten Anton Bruckner beschäftigt sich der größte Teil der Festivalbeiträge mit dem Aspekt Klang- und Raumerfahrungen im Comic.                                                              | André Breinbauer, Leah Elliott, Marie Emmanuel, Le Monde diplomatique, Moga Mobo, Vinz Schwarzbauer, Deborah Sengl, Igor Hofbauer                                                                |

### Nextcomic-Corner
Im Nextcomic-Corner im Ursulinenhof werden ganzjährig Ausstellungen (bisher Michaela Konrad, Leopold Maurer, Kriebaum, Doris Schamp u. a.) gezeigt. In Zusammenarbeit mit dem Atelierhaus Salzamt gibt es die Möglichkeit, ein offenes Atelier im Zuge von Nextcomic ebendort zu beziehen. Die hier entstandenen Arbeiten werden während des Festivals ausgestellt oder als außertourliche Ausstellungen gezeigt.

## Veranstalter und Partner
Für die Projektabwicklung, insbesondere Programm, Organisation und Finanzen, ist der Kunstverein lin-c (Verein für Comic und Bildliteratur) verantwortlich. Die Kooperationspartner und künstlerischen Projektleiter aus den Ausstellungshäusern sind ebenfalls aktiv in Programmierung und Präsentation eingebunden. Das Ars Electronica Center ist fester Partner des Festivals. Das Festival ist ein Linz09-Kulturhauptstadt-Projekt, das von der Europäischen Union gefördert wird. Außerdem wird das Festival von der Stadt Linz, dem Land Oberösterreich und dem Bundesministerium für Unterricht, Kunst und Kultur gefördert. Damit ist es fest in der oberösterreichischen Kulturszene verwurzelt.
Das Festival unterhält immer wieder Kooperationen mit anderen Comicfestivals, sowohl auf nationaler Ebene wie mit der Vienna Comix, als auch auf internationaler Ebene wie dem Baturu Festival in Beijing.

## Veranstaltungsorte in Linz
Zu Beginn des Festivals 2009 bespielte man fünf Veranstaltungsorte in Linz:
- LKZ Ursulinenhof
- ARS Electronica Center
- Kunstuniversität Linz
- Grand Café zum Rothen Krebsen
- Moviemento

Seitdem wuchs das Festival auf über zwanzig jährlich wechselnde Orte:
- Ars Electronica Center (AEC)
- Offenes Kulturhaus Oberösterreich (OK)
- Ursulinenhof
- Passage Linz
- Grottenbahn Pöstlingberg
- Lentos Kunstmuseum Linz
- Atelierhaus Salzamt Linz
- Künstlervereinigung maerz
- Kulturverein KAPU
- Hofkabinett
- Kunstverein Paradigma
- Theater Phönix
- Kunstraum Goethestraße xtd
- Architekturforum Oberösterreich (afo)
- Kunstuniversität Linz
- Programmkino Moviemento (Linz)
- Galerie Brunnhofer
- OK-Mediendeck
- quitch
- Rother Krebs
- Stifterhaus
- Fachhochschule Hagenberg im Mühlkreis
- Wissensturm
- Volkshaus Bindermichl
- nomadenetappe
- MKH Wels
- Gasthaus Alte Welt
- Kulturbar Konrad

## Besucherzahlen
Durch mehrere Veranstaltungsorte und Eintritt ohne Tickets sind Besucherzahlen schwierig zu erheben. Zahlen aus frühen Jahren des Festivals zeigen ein stetiges Wachstum des Festivals:
| Jahr | Besucherzahlen |
| ---- | -------------- |
| 2009 | 10.000         |
| 2010 | 19.000         |
| 2011 | 25.000         |